# Clathria microxea
Clathria microxea är en svampdjursart som först beskrevs av Jean Vacelet och Vasseur 1971.  Clathria microxea ingår i släktet Clathria och familjen Microcionidae. Inga underarter finns listade i Catalogue of Life.